# Niepobiedimyj
"Niepobiedimyj" (Niepokonany) (ros. Бронепоезд "Непобедимый") – ciężki pociąg pancerny białych podczas wojny domowej w Rosji
Został utworzony 17 czerwca 1919 w Dżankoj na północnym Krymie na bazie pociągu pancernego "Bateria dalszej walki Nr. 3". Był on brytyjskiej konstrukcji z uzbrojeniem 2 dział morskich 100 mm na 2 platformach kolejowych i kolejną platformą kolejową z 40 karabinami maszynowymi. Załoga liczyła 30 ludzi pod dowództwem płk. Kuzniecowa. Od 25 czerwca tego roku pociąg uczestniczył w walkach pod Aleksandrowskiem. 23 lipca w rejonie stacji kolejowej Granowo jego załoga zdobyła bolszewicki pociąg pancerny "Towarzysz Raskolnikow". 27 lipca na stacji kolejowej Koristowka został przejęty kolejny bolszewicki pociąg pancerny. 1 sierpnia "Niepobiedimyj" wszedł w skład 5 Dywizjonu Pociągów Pancernych. Następnie został skierowany do walki na południowej Ukrainie z wojskami Nestora I. Machno. 16 sierpnia na stacji kolejowej Adabasz w rejonie Jelizawetgradu został uszkodzony, w wyniku czego opuściła go załoga. Dzięki temu przejęli go na krótko "machnowcy". W wyniku kontrnatarcia wojsk Białych zerwali oni pobliski most i zepchnęli pociąg do rzeki Syniuchy. W późniejszym czasie został on wydobyty, wyremontowany i przywrócony do służby wojskowej. 17 listopada dostawiono do niego zbudowane w Sewastopolu 2 nowe platformy kolejowe z działami. 31 stycznia 1920 zostawiono go na stacji kolejowej Pomoszcznaja w rejonie Tyraspola.